# Sorority Row
Sorority Row is een Amerikaanse slasher-film onder regie van Stewart Hendler, die op 9 september 2009 in Groot-Brittannië in wereldpremière ging. De Amerikaanse première was twee dagen later. De film is een nieuwe versie van de horrorfilm The House on Sorority Row uit 1983. In Nederland kwam de film uit op 22 oktober 2009.

## Verhaal
Er is een groot feest in het huis van Theta Pie. Zes studenten van Theta Pie halen een grap uit met de vriend (Garret) van hun medestudente (Megan), die totaal uit de hand loopt. Megan doet alsof ze dood is en Garret denkt dat hij Megan te veel pillen heeft gegeven. Uiteindelijk haalt Garret de andere zes meiden en gaan de met hun zessen inclusief Megan naar een verlaten plek, waar Garret Megan doorboort (terwijl ze helemaal niet dood is, later is Megan vermoord en wordt ze in een grot gedumpt). Een paar maanden later, de zes meiden van Theta Pie gaan hun laatste jaar in. Ze krijgen allemaal een sms'je waar de moord op Megan is opgenomen en er staat bij dat diegene binnen 20 minuten naar de politie gaat. De vier studenten gaan naar de plaats waar Megan was gedumpt. Ze zien daar ook Garret die later wordt overreden door Jessica (een van de zes studenten). Later gaan ze weer terug zonder iets te hebben gevonden. En als ze terugkomen naar het huis waar een hevig feest bezig was zien ze dat iedereen weg is. De vier studenten worden een voor een vermoord door Andy. Van die vier blijven er twee over (Cassidy en Ellie) samen met het zusje van Megan ontsnappen ze en vermoorden Andy.

## Rolverdeling

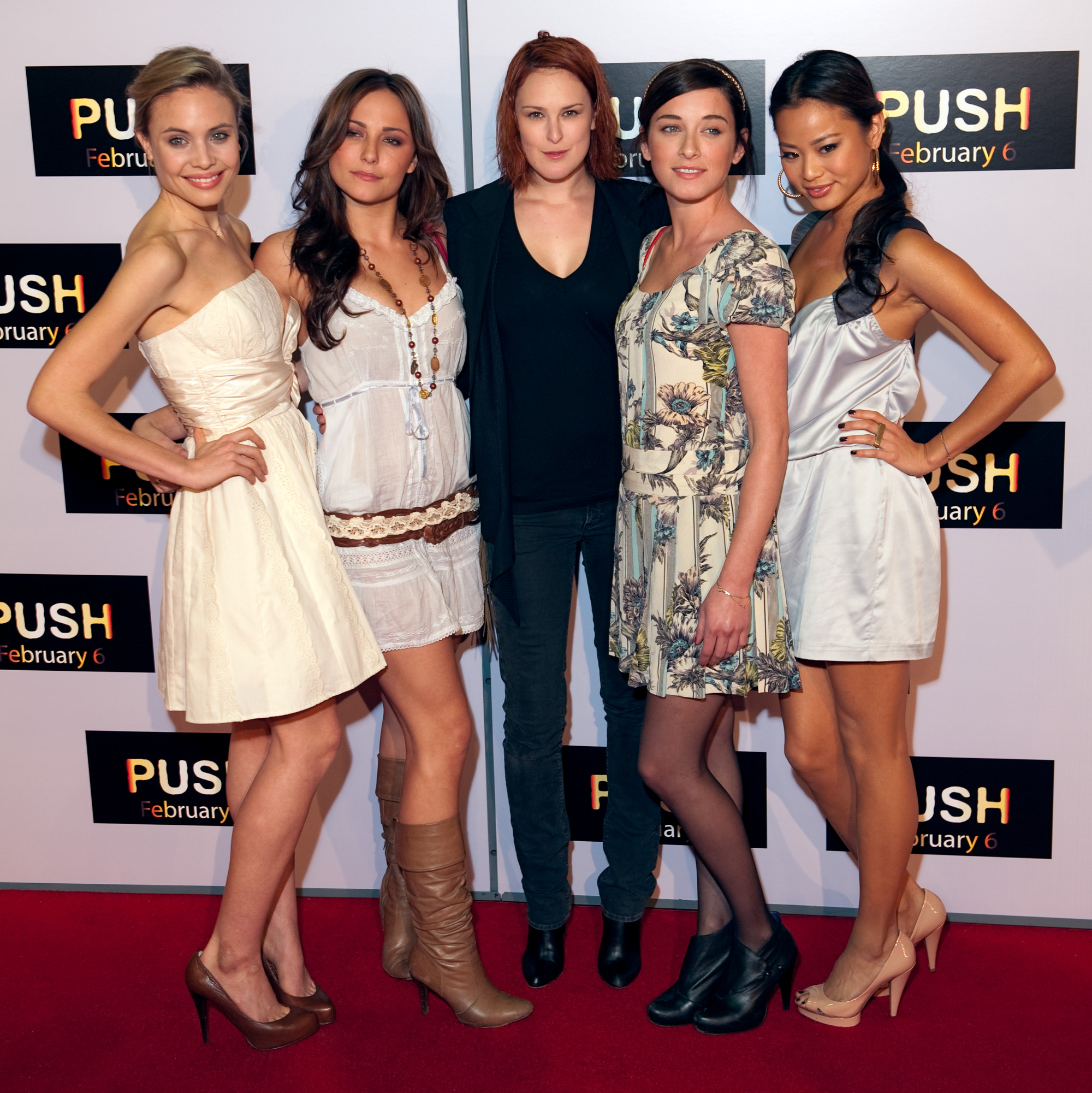
De acteurs in 2009.

| Acteur           | Personage     |
| ---------------- | ------------- |
| Briana Evigan    | Cassidy       |
| Rumer Willis     | Ellie         |
| Audrina Patridge | Megan         |
| Julian Morris    | Andy          |
| Leah Pipes       | Jessica       |
| Jamie Chung      | Claire        |
| Margo Harshman   | Chugs         |
| Matt O'Leary     | Garrett       |
| Carrie Fisher    | Mrs. Crenshaw |

## Productie
In april 2008 werd bekendgemaakt dat een scenario voor een remake van de film uit 1983 compleet was. Op 9 september 2008 werd aangekondigd dat Stewart Hendler de film zou regisseren, met Briana Evigan en Rumer Willis in de hoofdrollen. Men plande de opnames in oktober 2008 te beginnen in Pittsburgh. De makers maakten bekend dat de studio in eerste instantie de film wilde maken met de filmkeuring '13 jaar en ouder'. De makers waren hier echter op tegen en wilden de film maken voor personen '18 jaar en ouder', zodat ze meer horrorelementen konden gebruiken. Hoewel de studio beargumenteerde dat de horrorfilm Prom Night (2008) het ook goed deed met een keuring '13 jaar en ouder', gaf ze de makers hun zin.
Op 15 september 2008 werd bevestigd dat The Hills-actrice Audrina Patridge Megan zou spelen. Op 17 september 2008 werd onthuld dat Carrie Fisher, Jamie Chung, Julian Morris, Leah Pipes en Margo Harshman zich bij de acteurs voegden. Op 2 oktober 2008 kwam het nieuws dat de filmploeg bezig was met de voorbereidingen en dat de opnames een week later zouden beginnen.

## Ontvangst
De film werd in Groot-Brittannië en Amerika niet goed ontvangen. Met 61 recensies haalde de film 25 procent op Rotten Tomatoes. De Nederlandse recensies waren ook voornamelijk negatief. De film bracht in haar openingsweekeinde in de Verenigde Staten 5.059.802 dollar op.